# Польща на Чемпіонаті світу з легкої атлетики 2017
Польща на Чемпіонаті світу з легкої атлетики 2017, що проходив з 4 по 13 серпня 2017 року в Лондоні (Велика Британія) була представлена 51 спортсменом.

## Медалісти
| Медаль | Спортсмен       | Змагання                      | Дата     |
| ------ | --------------- | ----------------------------- | -------- |
| Золото | Аніта Влодарчик | Метання молота (жінки)        | 7 серпня |
| Срібло | Адам Кщот       | Біг на 800 метрів (чоловіки)  | 8 серпня |
| Срібло | Пйотр Лісек     | Стрибки з жердиною (чоловіки) | 8 серпня |
| Бронза | Мальвіна Копрон | Метання молота (жінки)        | 7 серпня |

## Результати

### Чоловіки
Трекові і шосейні дисципліни
| Спортсмен                                                                                 | Дисципліна           | Забіги    | Забіги | Півфінал  | Півфінал | Фінал           | Фінал           |
| Спортсмен                                                                                 | Дисципліна           | Результат | Місце  | Результат | Місце    | Результат       | Місце           |
| ----------------------------------------------------------------------------------------- | -------------------- | --------- | ------ | --------- | -------- | --------------- | --------------- |
| Рафал Омелко                                                                              | 400 м                | 45.69     | 21 q   | 45.37     | 18       | Завершив виступ | Завершив виступ |
| Адам Кщот                                                                                 | 800 м                | 1:47.36   | 30 Q   | 1:46.24   | 10 Q     | 1:44.95         | 2               |
| Марцин Левандовський                                                                      | 800 м                | 1:46.17   | 14 q   | 1:45.93   | 7        | Завершив виступ | Завершив виступ |
| Міхал Розмиш                                                                              | 800 м                | 1:47.09   | 26 Q   | 1:46.10   | 9        | Завершив виступ | Завершив виступ |
| Міхал Розмиш                                                                              | 1500 м               |           |        |           |          |                 |                 |
| Марцин Левандовський                                                                      | 1500 м               |           |        |           |          |                 |                 |
| Дам'ян Чикер                                                                              | 110 м з бар'єрами    | 13.53     | 19 Q   | 13.42     | 14       | Завершив виступ | Завершив виступ |
| Патрік Добек                                                                              | 400 м з бар'єрами    | 49.42     | 7 Q    | 49.40     | 11       | Завершив виступ | Завершив виступ |
| Кристіан Залевський                                                                       | 3000 м з перешкодами | 8:28.41   | 19     | Н/Д       | Н/Д      | Завершив виступ | Завершив виступ |
| Рафал Омелко Патрік Добек Каєтан Дісжинський Даріуш Ковалик Лукаш Кравчук Тімотеуш Зімний | Естафета 4 × 400 м   |           |        | Н/Д       | Н/Д      |                 |                 |
| Артур Бжозовський                                                                         | Ходьба 20 км         | Н/Д       | Н/Д    | Н/Д       | Н/Д      |                 |                 |
| Даміан Блоцкий                                                                            | Ходьба 20 км         | Н/Д       | Н/Д    | Н/Д       | Н/Д      |                 |                 |
| Якуб Єльонек                                                                              | Ходьба 20 км         | Н/Д       | Н/Д    | Н/Д       | Н/Д      |                 |                 |
| Рафал Августин                                                                            | Ходьба 50 км         | Н/Д       | Н/Д    | Н/Д       | Н/Д      |                 |                 |
| Адріан Блоцкі                                                                             | Ходьба 50 км         | Н/Д       | Н/Д    | Н/Д       | Н/Д      |                 |                 |
| Рафал Федачінскі                                                                          | Ходьба 50 км         | Н/Д       | Н/Д    | Н/Д       | Н/Д      |                 |                 |

Технічні дисципліни
| Спортсмен           | Дисципліна         | Кваліфікація | Кваліфікація | Фінал           | Фінал           |
| Спортсмен           | Дисципліна         | Результат    | Місце        | Результат       | Місце           |
| ------------------- | ------------------ | ------------ | ------------ | --------------- | --------------- |
| Сильвестр Беднарек  | Стрибки у висоту   |              |              |                 |                 |
| Томаш Яжчук         | Стрибки у довжину  | 7.64         | 26           | Завершив виступ | Завершив виступ |
| Павел Войцеховський | Стрибки з жердиною | 5.70         | 7 q          | 5.75            | 5               |
| Пйотр Лісек         | Стрибки з жердиною | 5.70         | 1 q          | 5.89            | 2               |
| Конрад Буковецький  | Штовхання ядра     | 20.55        | 12 q         | 20.89           | 8               |
| Міхал Гаратик       | Штовхання ядра     | 21.27        | 3 Q          | 21.41           | 5               |
| Якуб Жижковський    | Штовхання ядра     | 20.54        | 13           | Завершив виступ | Завершив виступ |
| Пйотр Малаховський  | Метання диска      | 65.13        | 4 Q          | 65.24           | 5               |
| Роберт Урбанек      | Метання диска      | 63.67        | 8 Q          | 64.15           | 7               |
| Павел Файдек        | Метання молота     | 76.82        | 2 Q          |                 |                 |
| Войцех Новицький    | Метання молота     | 76.85        | 1 Q          |                 |                 |
| Марцін Круковский   | Метання списа      |              |              |                 |                 |

### Жінки
Трекові і шосейні дисципліни
| Спортсмен                                                                                              | Дисципліна         | Забіги    | Забіги | Півфінал         | Півфінал         | Фінал            | Фінал            |
| Спортсмен                                                                                              | Дисципліна         | Результат | Місце  | Результат        | Місце            | Результат        | Місце            |
| --- | ------------------ | --------- | ------ | ---------------- | ---------------- | ---------------- | ---------------- |
| Ева Свобода                                                                                            | 100 м              | 11.24 SB  | 18 q   | 11.35            | 24               | Завершила виступ | Завершила виступ |
| Анна Кєлбасінська                                                                                      | 100 м              | 23.48     | 25     | Завершила виступ | Завершила виступ | Завершила виступ | Завершила виступ |
| Іга Баумгарт                                                                                           | 400 м              | 51.88     | 19 q   | 51.81            | 15               | Завершила виступ | Завершила виступ |
| Малгожата Голуб                                                                                        | 400 м              | 52.26     | 28     | Завершила виступ | Завершила виступ | Завершила виступ | Завершила виступ |
| Юстина Свєти                                                                                           | 400 м              | 53.62     | 44     | Завершила виступ | Завершила виступ | Завершила виступ | Завершила виступ |
| Йоанна Йозвік                                                                                          | 800 м              |           |        |                  |                  |                  |                  |
| Ангеліка Ціхоцька                                                                                      | 800 м              |           |        |                  |                  |                  |                  |
| Софія Еннауі                                                                                           | 1500 м             | 4:03.35   | 7 Q    | 4:05.80          | 13               | Завершила виступ | Завершила виступ |
| Ангеліка Ціхоцька                                                                                      | 1500 м             | 4:03.27   | 6 Q    | 4:03.96          | 5 Q              | 4:04.16          | 7                |
| Йоанна Лінкевич                                                                                        | 400 м з бар'єрами  | 56.18     | 19 q   | 56.25            | 17               | Завершила виступ | Завершила виступ |
| Кася Ковальська                                                                                        | Марафон            | Н/Д       | Н/Д    | Н/Д              | Н/Д              | 2:39:39          | 36               |
| Ізабела Трзаскальська                                                                                  | Марафон            | Н/Д       | Н/Д    | Н/Д              | Н/Д              | 2:35:03          | 23               |
| Іга Баумгарт Мартіна Домбровська Малгожата Голуб Юстина Свєти Александра Гаворська Патриція Вицішкевич | Естафета 4 × 400 м |           |        | Н/Д              | Н/Д              |                  |                  |

Технічні дисципліни
| Спортсмен             | Дисципліна        | Кваліфікація | Кваліфікація | Фінал            | Фінал            |
| Спортсмен             | Дисципліна        | Результат    | Місце        | Результат        | Місце            |
| --------------------- | ----------------- | ------------ | ------------ | ---------------- | ---------------- |
| Каміла Ліцвінко       | Стрибки у висоту  |              |              |                  |                  |
| Анна Ягачак-Міхальска | Потрійний стрибок | 14.09        | 10 q         | 14.25            | 6                |
| Пауліна Губа          | Штовхання ядра    | 17.52        | 16           | Завершила виступ | Завершила виступ |
| Клаудія Кардаш        | Штовхання ядра    | 17.52        | 17           | Завершила виступ | Завершила виступ |
| Аніта Влодарчик       | Метання молота    | 74.61        | 2 Q          | 77.90            | 1                |
| Йоанна Фьодоров       | Метання молота    | 71.72        | 9 Q          | 73.04            | 6                |
| Мальвіна Копрон       | Метання молота    | 74.97        | 1 Q          | 74.76            | 3                |
| Марцеліна Вітек       | Метання списа     | 59.00        | 22           | Завершила виступ | Завершила виступ |